# Heslington St Paul
Heslington St Paul var en civil parish fram till 1884 då den blev en del av Heslington, i grevskapet East Riding of Yorkshire (nu North Yorkshire), i England. Civil parish hade 223 invånare år 1881.